# 1978 في الدنمارك
فيما يلي قوائم الأحداث التي وقعت خلال عام 1978 في الدنمارك.

## سياسة

### تعيين في المنصب
- 1 يوليو – أندرس فوغ راسموسن عضو فولكتنغ [الإنجليزية]‏.
- 1 يوليو – أنكار يورغنسن وزير الخارجية [الإنجليزية]‏.

### انتهاء فترة المنصب
- 30 أغسطس – أنكار يورغنسن وزير الخارجية [الإنجليزية]‏.

## رياضة
- 1 يناير – بطولة العالم لكرة اليد للرجال 1978

## أفلام
من الأفلام التي صدرت هذه السنة في الدنمارك:
- 23 فبراير – أنت لست وحيدا من إخراج Lasse Nielsen  [لغات أخرى]‏، Ernst Johansen  [لغات أخرى]‏.

## مواليد

### فبراير
- 3 فبراير – لارس تي يورغنسن لاعب كرة يد دنماركي.

### أبريل
- 24 أبريل – يسبر كريستيانسين لاعب كرة قدم دنماركي.
- 26 أبريل – بيتر مادسن لاعب كرة قدم دنماركي.
- 30 أبريل – يواكيم بولدسين لاعب كرة يد دنماركي.

### يوليو
- 12 يوليو – كاترين فرويلوند لاعبة كرة يد دنماركية.
- 22 يوليو – دينيس روميدال لاعب كرة قدم دنماركي.

### سبتمبر
- 4 سبتمبر – مايكل في كنودسن لاعب كرة يد دنماركي.

## وفيات

### مارس
- 18 مارس – ويلي هانسن (مواليد 1906) درّاج طريق دنماركي.

### مايو
- 19 مايو – كارل هانسن (مواليد 1898) لاعب كرة قدم دنماركي.

### يونيو
- 22 يونيو – جينز أوتو كراغ (مواليد 1914) سياسي دنماركي.